# Leptogorgia arbuscula
Leptogorgia arbuscula is een zachte koraalsoort uit de familie Gorgoniidae. De koraalsoort komt uit het geslacht Leptogorgia. Leptogorgia arbuscula werd in 1866 voor het eerst wetenschappelijk beschreven door Philippi. 